# 平井町 (桐生市)
平井町（ひらいちょう）は、群馬県桐生市の町名である。郵便番号は376-0051。

## 地理
桐生市の中部に位置する。東久方町・西久方町・天神町とともに桐生市第十区に属する。
東部は天神町に、南部は西久方町に、西部は宮本町に、北部は梅田町にそれぞれ接する。
町内のほとんどが山地で占められている。椎茸をはじめとするキノコ類の生産が盛んで、椎茸神社や日本きのこ研究所がある町内北部一帯は日本きのこ公園となっている。

## 歴史
かつての上久方村平井にあたる。1889年（明治22年）の町村制施行により、桐生新町、新宿村、安楽土村、下久方村、上久方村平井が合併して桐生町が発足、平井は桐生町大字下久方の一部となる。1921年（大正10年）の市制施行を経て、1929年（昭和4年）に大字が廃止され現在の町名である「平井町」となった。

## 世帯数と人口
2022年（令和4年）1月31日現在の世帯数と人口は以下の通りである。
| 町丁   | 世帯数  | 人口  |
| ------ | ------- | ----- |
| 平井町 | 113世帯 | 195人 |

## 小・中学校の学区
市立小・中学校に通う場合、学区は以下の通りとなる。
| 番地 | 小学校           | 中学校             |
| ---- | ---------------- | ------------------ |
| 全域 | 桐生市立北小学校 | 桐生市立清流中学校 |

## 交通

### 鉄道
町内に鉄道駅はない。

### 道路
国道、県道は通過していない。

## 施設
- フレッセイ 天神店
- 日本きのこ研究所

## 避難所
町内に桐生市から指定された指定緊急避難場所、指定避難所はない。